# Snooker-Saison 1981/82
Die Snooker-Saison 1981/82 war eine Reihe von Snookerturnieren, die der Snooker Main Tour angehörten. Sie begann am 25. Juni 1981 und endete am 1. Juni 1982. Während der Saison gab es 76 aktive Spieler.

## Turniere
Die folgende Tabelle zeigt die Saisonergebnisse:
| Datum                             | Turnier                            | Austragungsort | Art                   | Sieger          | Finalgegner     | Ergebnis |
| --------------------------------- | ---------------------------------- | -------------- | --------------------- | --------------- | --------------- | -------- |
| 25. bis 27. Juni 1981             | Australian Masters                 | Sydney         | Einladungsturnier     | Tony Meo        | John Spencer    | 3:0      |
| 2. bis 20. September 1981         | International Open                 | Derby          | Non-Ranking           | Steve Davis     | Dennis Taylor   | 9:0      |
| 22. bis 25. September 1981        | Scottish Masters                   | Glasgow        | Einladungsturnier     | Jimmy White     | Cliff Thorburn  | 9:4      |
| 3. bis 7. November 1981           | Northern Ireland Classic           | Belfast        | Einladungsturnier     | Jimmy White     | Steve Davis     | 11:9     |
| 22. November bis 5. Dezember 1981 | UK Championship                    | Preston        | Non-Ranking           | Steve Davis     | Terry Griffiths | 16:3     |
| 28. bis 31. Dezember 1981         | Pot Black                          | Birmingham     | Einladungsturnier     | Steve Davis     | Eddie Charlton  | 2:0      |
| 10. bis 13. Januar 1982           | Classic                            | Oldham         | Einladungsturnier     | Terry Griffiths | Steve Davis     | 9:8      |
| 26. bis 31. Januar 1982           | Masters                            | London         | Einladungsturnier     | Steve Davis     | Terry Griffiths | 9:5      |
| 22. bis 24. Februar 1982          | Tolly Cobbold Classic              | Ipswich        | Einladungsturnier     | Steve Davis     | Dennis Taylor   | 8:3      |
| 24. bis 28. Februar 1982          | Welsh Professional Championship    | Ebbw Vale      | Non-Ranking           | Doug Mountjoy   | Terry Griffiths | 9:8      |
| 1. bis 7. März 1982               | International Masters              | Derby          | Non-Ranking           | Steve Davis     | Terry Griffiths | 9:7      |
| 5. bis 7. März 1982               | Scottish Professional Championship | Dunfermline    | Non-Ranking           | Eddie Sinclair  | Ian Black       | 11:7     |
| 9. bis 14. März 1982              | Irish Professional Championship    | Coleraine      | Non-Rankinf           | Dennis Taylor   | Alex Higgins    | 16:13    |
| 24. bis 28. März 1982             | Irish Masters                      | Kill           | Einladungsturnier     | Terry Griffiths | Steve Davis     | 9:5      |
| 16. bis 18. April 1982            | Highland Masters                   | Inverness      | Einladungsturnier     | Ray Reardon     | John Spencer    | 11:4     |
| 30. April bis 16. Mai 1982        | Snookerweltmeisterschaft           | Sheffield      | Weltranglistenturnier | Alex Higgins    | Ray Reardon     | 18:15    |
| 22. bis 28. Mai 1982              | Pontins Professional               | Prestatyn      | Non-Ranking           | Steve Davis     | Ray Reardon     | 9:4      |
| Juni 1982                         | Bass and Golden Leisure Classic    | Liverpool      | Einladungsturnier     | Rex Williams    | Ray Edmonds     | 4:1      |

## Weltrangliste
Zum letzten Mal wurde die Weltrangliste aus den Ergebnissen der letzten drei Weltmeisterschaften (1980, 1981 und 1982) errechnet.
| Position | Name            | Veränderung |
| -------- | --------------- | ----------- |
| 1        | Cliff Thorburn  | ▲ 1         |
| 2        | Steve Davis     | ▲ 11        |
| 3        | Terry Griffiths | ▲ 2         |
| 4        | Ray Reardon     | ▼ 3         |
| 5        | Dennis Taylor   | ▲ 1         |
| 6        | Doug Mountjoy   | ▲ 8         |
| 7        | David Taylor    | ▲ 2         |
| 8        | Eddie Charlton  | ▼ 5         |
| 9        | Bill Werbeniuk  | ▲ 1         |
| 10       | Alex Higgins    | ▼ 6         |
| 11       | Kirk Stevens    | ▬           |
| 12       | Fred Davis      | ▼ 4         |
| 13       | John Virgo      | ▼ 1         |
| 14       | John Spencer    | ▲ 1         |
| 15       | Perrie Mans     | ▼ 8         |
| 16       | Graham Miles    | ▬           |